# Sâncraiu de Mureș
Sâncraiu de Mureș – wieś w Rumunii, w okręgu Marusza, w gminie Sâncraiu de Mureș. W 2011 roku liczyła 5385 mieszkańców.